# Пеницилл чернильный
Пеници́лл (пеници́ллий) черни́льный (лат. Penicíllium atramentósum) — вид несовершенных грибов (телеоморфная стадия неизвестна), относящийся к роду Пеницилл (Penicillium).

## Описание
Колонии на агаре Чапека довольно быстрорастущие, на 14-е сутки 4,5—5 см в диаметре, бархатистые, обильно спороносящие в тёмно-зелёных тонах. Экссудат иногда присутствует в виде мелких бесцветных капелек. Реверс светло-коричный, затем оранжево-красный и коричневый, в среду выделяется янтарный пигмент. На CYA колонии достигают диаметра 2,5—4,5 см за 7 дней, бархатистые, с тёмно-зелёным спороношением, с необильным бесцветным экссудатом. Реверс фиолетово-красный до вишнёвого или тёмно-коричневого, выделяемый в среду пигмент фиолетово-красный до винно-красного или коричнево-оранжевого. На агаре с солодовым экстрактом (MEA) колонии 1,5—3 см в диаметре на 7-е сутки, бархатистые, обильно спороносящие в сине-зелёных или тёмно-зелёных тонах. Реверс сначала неокрашенный, затем оранжевый, растворимый пигмент не выделяется. На агаре с дрожжевым экстрактом и сахарозой (YES) реверс светло-коричневый, колонии на 7-е сутки 3—5 см в диаметре, обильно спороносят.
Рост отсутствует при 30 °C.
Конидиеносцы трёхъярусные, 300—500 мкм длиной, обычно гладкостенные, с расходящимися, реже с прижатыми элементами. Веточки 15—20 мкм длиной, в числе 1—2. Метулы 10—15 мкм. Фиалиды цилиндрические, суженные в короткую шейку, 7,5—10 мкм длиной. Конидии шаровидные или почти шаровидные, 2,3—3 мкм в диаметре, гладкостенные.

### Отличия от близких видов
От Penicillium chrysogenum отличается тёмно-коричневой до фиолетово-красной окраской реверса на CYA. Один из алкалотолерантных видов рода.

## Экология и значение
Широко распространённый, однако достаточно редко выделяемый вид. Встречается в карбонатных почвах, а также на сыре и прочих пищевых продуктах.
Продуцент рокфортина C и ругуловазинов A и B.

## Таксономия
Penicillium atramentosum Thom, Bull. Bur. Anim. Ind. U.S. Dep. Agric. 118: 65 (1910).